# Liste der Attentate auf Präsidenten Liberias
Die Liste der Attentate auf Präsidenten Liberias nennt die Attentate, die auf Präsidenten der Republik Liberia ausgeübt wurden.
Die Attentate wurden alle in der Hauptstadt Monrovia verübt. Der Präsidentenpalast war in mehreren Fällen der Tatort.

## Erklärung zu den Listen
- Präsident: Name des Präsidenten.
- Bild: Porträt des Präsidenten.
- Geburtsdatum: Das Geburtsdatum des Präsidenten.
- Attentatsdatum: Datum des Attentats.
- Sterbedatum: Das Sterbedatum des Präsidenten.
- Alter: Alter des Präsidenten bei dem Attentat.
- Ort: Ort des Attentats.
- Täter: Zeigt den oder die Täter an.
- Bemerkungen: Bemerkungen zur Tat.

## Morde
| Präsident                 | Bild                 | Geburtsdatum | Attentatsdatum | Sterbedatum   | Alter | Ort      | Täter                              | Bemerkungen |
| ------------------------- | -------------------- | ------------ | -------------- | ------------- | ----- | -------- | ---------------------------------- | --- |
| William R. Tolbert junior | William Tolbert jun. | 13. Mai 1913 | 12. Apr. 1980  | 12. Apr. 1980 | 66    | Monrovia | Putschistengruppe um Samuel K. Doe | Eine Putschistengruppe bestehend aus Unteroffizieren, die von Samuel K. Doe angeführt wurde und sich als People’s Redemption Council bezeichnete, überfiel den Präsidentenpalast und ermordete Tolbert, weitere Regierungsmitglieder und Verwandte des Präsidenten. Doe kam daraufhin selbst an die Macht und errichtete in Liberia eine Militärdiktatur.    |
| Samuel K. Doe             |                      | 6. Mai 1951  | 9. Sep. 1990   | 9. Sep. 1990  | 39    | Monrovia | Gefolgsleute von Yormie Johnson    | Am 9. September 1990 wurde Doe durch eine von Yormie Johnson geführte Gruppe gefasst, gefoltert und hingerichtet. Videobänder von der Folterung und Hinrichtung Does kursierten bald in ganz Westafrika. Das Ende der Regierung Does führte zur politischen Zersplitterung des Landes. Zudem breitete sich der Liberianische Bürgerkrieg im ganzen Land aus. |

## Versuchte Morde
| Präsident         | Bild              | Geburtsdatum  | Attentatsdatum | Sterbedatum   | Alter | Ort      | Täter                                 | Bemerkungen |
| ----------------- | ----------------- | ------------- | -------------- | ------------- | ----- | -------- | ------------------------------------- | --- |
| William S. Tubman | William S. Tubman | 29. Nov. 1895 | 22. Juni 1955  | 23. Juli 1971 | 59    | Monrovia | Gruppe von Attentätern                | In das Attentat waren verwickelt: Nete Sie Brownell, Generalstaatsanwalt von Liberia; S. David Coleman, Innenstaatssekretär; Raymond Horace, Rechtsberater der Oppositionsparteien. Ebenso wurde bekannt, dass ein nigerianischer Hexer, V. S. Onemega, bezahlt wurde, um Tubmann zu verfluchen.                        |
| William S. Tubman | William S. Tubman | 29. Nov. 1895 | 1963           | 23. Juli 1971 | 68    | Monrovia | Verschwörergruppe um D. Y. Thompson   | Oberst D. Y. Thompson, Kommandeur des liberianischen Nationalgarde, wurde verhaftet und beschuldigt, Mitglied der Verschwörergruppe „Club“ zu sein, die angeblich plante, die liberianische Regierung zu stürzen. |
| William S. Tubman | William S. Tubman | 29. Nov. 1895 | 1968           | 23. Juli 1971 | 72    | Monrovia | Gruppe von Attentätern                | Henry Fahnbullah, liberianischer Botschafter in Kenia; Robert Kennedy, Sr., Superintendent des Lofa County; James Y. Gbyeyea, Superintendent des Bong County und Gabriel Fangarlow, Superintendent des Nimba County wurden wegen Vorbereitungen zum Staatsstreich verhaftet und zu langjährigen Haftstrafen verurteilt. |
| Samuel K. Doe     |                   | 6. Mai 1951   | 14. Aug. 1981  | 9. Sep. 1990  | 30    | Monrovia | Verschwörergruppe um Thomas Weh Syen  | Der ehemalige Staatsminister und Kumpan Does, Thomas Weh Syen, wurde der Verschwörung gegen Doe bezichtigt, gefoltert und hingerichtet. |
| Samuel K. Doe     |                   | 6. Mai 1951   | 1. Apr. 1985   | 9. Sep. 1990  | 34    | Monrovia | Nelson Toe                            | Der ehemalige Verteidigungsminister und Kumpan Does, Thomas Quiwonkpa, war Anführer von zwei Attentaten gegen Doe. Zunächst sollte ein Einzeltäter – Nelson Toe, Mitglied der Präsidentengarde – Doe in seinen Privaträumen töten. Sicherheitskräften gelang es, Toe zu stellen.                                        |
| Samuel K. Doe     |                   | 6. Mai 1951   | 12. Nov. 1985  | 9. Sep. 1990  | 34    | Monrovia | Verschwörergruppe um Thomas Quiwonkpa | Der zweite Attentatsversuch seitens von Quiwonkpa wurde ebenfalls durch die Aufmerksamkeit der Leibwächter Does vereitelt. Quiwonkpa wurde auf der Flucht gestellt, gefoltert und am 15. November 1985 exekutiert. |